# Jérôme Miquel
Pour les articles homonymes, voir Miquel.
Pas d'image ? Cliquez ici

a Compétitions nationales et continentales officielles uniquement.

Dernière mise à jour le 8 avril 2025.
Jérôme Miquel, né le 30 juillet 1974 à Albi, est un joueur de rugby à XV évoluant au poste de demi d'ouverture (1,80 m pour 85 kg).

## Biographie
Jérôme Miquel commence sa carrière au Castres olympique, avant de rejoindre le CA Périgueux en 1998. Il rejoint le SU Agen en 2002, et en devient un joueur cadre. Il met un terme à sa carrière professionnelle en 2009. Il continue néanmoins de jouer une saison de plus au niveau amateur, avec l'US Marmande-Casteljaloux en Fédérale 1. 
Il est convoqué en 2004 pour des tests physiques avec l'équipe de France, mais reste néanmoins à la porte des sélections.